# Donna Donna
A Donna Donna (דאַנאַ דאַנאַ  "Dana Dana", másképpen דאָס קעלבל "Dos Kelbl" – A borjú) az Esterke című zenés színmű egyik betétdala. A kitaszítottságban, alávetettségben élő emberek szabadságvágyát fejezi szimbolikusan, a kisborjú sorsával illusztrálva.

## Alkotók
- zene: Sholom Secunda
- jiddis szöveg: Aaron Zeitlin
- angol szöveg: Sholom Secunda fordítása
- angol szöveg: Kevess és Schwarz fordítása
- magyar szöveg: Muzsay András

## Története
A dalt a német megszállás alatt álló varsói gettóban működő színház számára írták 1940-ben.

### Forrása a néphagyományban
Történeti források nem erősítik meg, de a hagyomány szerint III. Kázmér (Nagy Kazimir, 1310–1370) királynak volt egy zsidó származású szeretője (felesége bal kézről): Esterke. A néphagyomány a történethez felhasználja a Bibliából az Eszter könyvében leírtakat. A történet szerint a királyt elbűvölte a lány szépsége, és azonnal beleszeretett. Két fiúgyermekük született: Pelka és Niemera, akiket megkereszteltek, és a király nemességet adományozott nekik. Két lánygyermekük neve nem maradt fenn, ők anyjuk vallását követték. A történetet többen is leírták a XV., XVII, században. A néphagyomány szerint a király zsinagógát építtetett a felesége örömére Kazimierz Dolny városában (Lublini vajdaság).
Aaron Zeitlin produkciója ezt a történetet jeleníti meg a színpadon, zenés betétekkel kiegészítve

### Eredeti előadásmódja
A G-mollban írt, 2/4-es ritmusban előadott dalt egy férfi és egy nő adja elő felelgetős stílusban, zenekari és énekkari kísérettel. A zene tempójelzete andantino, a refrént azonban a hatás fokozása kedvéért gyorsabban adják elő, piu mosso előírás szerint. Az első négy strófát a nő énekli, a következő négyet a férfi. A refrént együtt éneklik. A dal előadása közben a női hang időnként megszólal, hangulatfestő hangokkal színesíti az előadást: dona, ah. Vannak feltételezések arra vonatkozóan, hogy a dana indulatszó a héber Adonáj (Isten) szóból származik.
A dal megtalálható eredeti, hiteles formájában (jiddis nyelven) az Interneten. A mai kor számára a szerzői előírás (molto rit) már vontatottan lassúnak tűnik.
Secunda életének egy részét Amerikában töltötte. Ekkor készítette el a dal angol fordítását. Az amerikai kiejtés miatt a Dana-Dana szavakat átírta így: Dona-Dona. Ez több félreértés forrása lett, mert hol Donna ('asszony'), hol down ('lefelé') formában értelmezték a szöveget, még a legemlékezetesebb előadó, Joan Baez is.
A dalszöveget újraírták az 50-es években Arthur Kevess és Teddi Schwarz. Ez a verzió vált közismertté, ezt énekli Joan Baez.
A zsidó zenére jellemző a fent említett tempóváltó előadásmód. Joan Baez és mások a nyugati ízlésvilágnak megfelelően állandó tempóban adják elő a dalt. Az érzelmi hatásokat (a fokozást) a crescendo és a diminuendo eszközével váltják fel. A dal befejezésére is ez a fajta kadencia jellemző.

## Előadók
Joan Baez (1960), Leitch Donovan (1965), Patty Duke (1968).
André Zweig, Chava Alberstein, Esther Ofarim, Theodore Bikel, Karsten Troyke, Sumi Jo, Claude François,  Hélène Rollès és Dorothée.
Magyarul például Baffia Róbert (1962-2012) a Calvados Country-blues Corporation tagjaként énekelte.
Leo Fuld  holland kutató törekvése feltárni a kihaló félben lévő jiddis kultúrát, és rögzíteni az utókor számára. Az ő előadása is megőrizte a dal lassú stílusát.

## Dalszöveg
A dalt sok nyelvre lefordították. Legismertebbek a francia, japán, héber, orosz fordításai. Az eredeti jiddis és két angol változat a Wikipédia angol nyelvű lapján megtalálható.
A fenti – Baffia Róbert által előadott – dal magyar nyelvű szövege Molnár Erzsébet daloskönyvében található.
Egy másik fordítás:
Ez az alábbi szöveg csak vázlatosan adja vissza a dal hangulatát:
Szekér után kötve a piacra, bánatos szemű borjú ballag
Fönn a magosban kacagva röpül a fecske
Kacag a szél is, ahogy csak kifér a száján
Kacag nappal, és a fél éjszakán át
Jaj, dana-dana-dan
dana-dana-dan
Csöndben, sírósan kérdi a borjú
Mondd, szél, miért nevetsz?
Miért nem tudok szállni, mint te?
Miért kell borjúnak lennem?
A borjak csak megszületnek, és máris levágják őket
Mást hogy remélnének?
És vannak, akik szabadon szárnyalnak, mint a fecske
Nem ejtik rabságba sohasem őket